# دير ميماس
دير ميماس هي إحدى القرى اللبنانية من قرى قضاء مرجعيون في محافظة النبطية.
تبعد دير ميماس 92 كلم عن بيروت عاصمة لبنان. ترتفع 580م عن سطح البحر وتمتد على مساحة 4.38 كلم². يبلغ عدد السكّان المسجّلين في دير ميماس 1090 نسمة. معظم سكان دير ميماس مسيحيين من مذهبي الأرثوذكس المشرقيين والكاثوليك. من سكان دير ميماس الخوري خادم الله جرجس شماس.

## التسمية
«دير» هي كلمة سامية تعني منزل أو مركز عبادة.و«ميماس» هي نسبة "للقديس ماما"، ويسمى ماماس باللاتينية، وهو الراعي الذي عاش في القرن الثالث والذي كان يحميه أسد. ففي القرون الوسطى، بني دير لذكرى القديس ماما على تلة تحيطها أشجار الزيتون ونمت القرية حول الدير.ويقوم اقتصاد
القرية على شجرة الزيتون.

## الاحتفالات
بالأضافة للأعياد اللبنانية وبخاصة عيدي الميلاد والفصح، تحتفل القرية بعيد مار ميماس في 15 سبتمبر من كل عام وتقيم الاحتفالات القروية بالمناسبة.